# Рудолф Антон фон Алвенслебен
Рудолф Антон фон Алвенслебен (на немски; * 28 март 1688, Нойгатерслебен; † 4 август 1737, Хановер) е благородник от род „фон Алвенслебен“ и хановерски министър.

## Биография
Той е най-големият син на Йохан Фридрих II фон Алвенслебен (1657 – 1728), хановерски министър и пруски дипломат, и съпругата му Аделхайд Агнес фон дер Шуленбург (1664 – 1726), дъщеря на Александер III фон дер Шуленбург (1616 – 1683) и първата му съпруга Аделхайд Агнес фон Алвенслебен (1636 – 1668), дъщеря на Гебхард XXIV фон Алвенслебен (1591 – 1667) и Берта София фон Залдерн († 1670).
Рудолф Антон започва на 15 години да следва право в университета в Хале. От 1707 до 1709 г. продължава следването си в Утрехт и след това пътува в Нидерландия, Лондон и Франкфурт на Майн, и работи като „аудитор“ в канцлай във Волфенбютел.
От 1711 до 1717 г. той е правителствен съветник първо в Хале след това в Магдебург. След това е главен апелатион-съветник в съда в Целе. През 1719 г. императорът го изпраща в управлението на Росток, където остава девет години и през 1728 г. става таен съветник и министър в Хановер. Освен това той получава глас във военната канцелария и в пенсионната камера. Такъв е до смъртта си.
Той умира на 49 години на 4 август 1737 г. в Хановер и е погребан в патронат-църквата в Нойгатерслебен. Там се намират гробната му плоча, също и на втората му съпруга Шарлота София.

## Фамилия
Първи брак: на 30 януари 1714 г. в Хале с Елеонора фон Дизкау (* 19 декември 1685, Хале; † 19 септември 1721, Росток). Тя умира в родилното легло от температура. Те имат седем деца:
- Йохан Фридрих Карл фон Алвенслебен (* 26 октомври 1714, Магдебург; † 16 май 1795, Англия), министър, неженен
- Агнес Йохана
- Антоанета Елеонора, омъжена за Готлиб Лудвиг фон Верпуп
- Каролина Амалия
- Гебхард Август фон Алвенслебен (* 5 август 1719, Росток; † 30 март 1779, Хундисбург), женен I. за Доротея Фридерика Агнес фон Харденберг (* 6 април 1721; † 4 ноември 1761) и има 19 деца, II. за Хелена София Вилхелмина фон Алвенслебен (* 7 декември 1745) и има с нея 6 деца
- Рената София, омъжена за Левин Адолф фон Хаке
- Фридерика Аделхайд
- Августа Шарлота

Втори брак: с Шарлота София фон Алвенслебен от Еркслебен (1682 – 1739), дъщеря на Гебхард Йохан II фон Алвенслебен († 1 август 1700) и Августа Кристиана фон Алвенслебен (1651 – 1691). Те нямат деца.